# Guttannen
Guttannen ist eine politische Gemeinde im Verwaltungskreis Interlaken-Oberhasli des Kantons Bern in der Schweiz.

## Geschichte
Die Geschichte von Guttannen ist stark geprägt durch die geographische Lage und die Naturgewalten der alpinen Landschaft. Die Gemeinde liegt im Haslital, einem Talabschnitt des Berner Oberlandes, das seit Jahrhunderten als Verkehrs- und Handelsweg dient und Bern mit dem Wallis und Italien verbindet. Aufgrund der Nähe zu den Pässen Grimsel und Griespass spielte die Region schon früh eine wichtige Rolle im alpinen Transitverkehr, insbesondere im Rahmen des Warenaustauschs mit Italien. Guttannen ist ein Flurname, der zum Ortsnamen wurde. Es ist eine Kurzform von ze den guoten tannen (Bei den guten Tannen). 1377 wurde es erstmals als Guotontannon schriftlich erwähnt. 1723 und 1803 vernichteten zwei Feuer fast das gesamte Dorf. Nur wenige Häuser überstanden diese Katastrophen. Ein Lawinenniedergang am 3. März 1830 tötete 5 Männer aus dem Dorf, darunter Arnold Abbühl, der bei der Erstbesteigung des Finsteraarhorns am 16. August 1812 mit dabei war.
Am 22. August 2005 verschüttete ein Murgang die Kantonsstrasse und verstopfte die Aare, die sich danach einen neuen Weg durch das Dorf suchte und grossen Schaden im Ortsteil Schattseite anrichtete.

## Geografie
Guttannen liegt im Berner Oberland beim Grimselpass. Die Nachbargemeinden von Norden beginnend im Uhrzeigersinn sind Innertkirchen, Obergoms, Goms, Fieschertal und Grindelwald. 
An der westlichen Gemeindegrenze liegen das Schreckhorn, das Lauteraarhorn, das Finsteraarhorn und das Ritzlihorn
Mit 200,85 Quadratkilometern Fläche ist Guttannen eine für schweizerische Verhältnisse riesige Berggemeinde (achtgrösste Gemeinde der Schweiz). Die Gemeinde ist grösser als der gesamte Kanton Appenzell Innerrhoden. 90 % der Fläche ist aber unfruchtbares Land.
Zur Gemeinde gehören der Finsteraargletscher, der Lauteraargletscher, der Unteraargletscher, der Oberaargletscher, der Gruebengletscher und der Bächligletscher. Den Gletschern von Guttannen entspringt die Aare. Das Wasser wird intensiv zur Stromgewinnung genutzt, es gibt vier Seen: den Oberaarsee, den Grimselsee, den Räterichsbodensee und den Gelmersee.

## Naturgefahren
Guttannen wird von verschiedenen Naturgefahren bedroht. Im Winter ist das Dorf durch Lawinen bedroht, und seit einigen Jahren hat die Murgangaktivität stark zugenommen.

### Lawinen
Im Lawinenwinter 1999 trugen Lawinen mitgerissene Baumstämme und Erdreich bis vor Haustüren. 10 Kühe wurden begraben, Hochspannungsmasten knickten ab. An manchen Orten lag der Schnee auf der Kantonsstrasse (als einzige Verbindung mit Meiringen der Lebensnerv des Dorfes) 6 Meter hoch. Drei Wochen lang war Guttannen abgeschnitten.

### Murgänge
Am 22. August 2005 ereignete sich bei und in Guttannen einer der grössten Murgänge der Alpen. Tagelange starke Regenfälle bildeten am Homadgletscher einen kleinen See. Weil das Wasser nicht abfliessen konnte, brach es aus, rauschte in den Rotlouwi-Graben, riss Geröll und Erdreich mit und schüttete es einige hundert Meter oberhalb des Dorfes auf die Kantonsstrasse und in das Flussbett der Aare. Die Aare suchte sich einen neuen Weg – mitten durch Guttannen und auch in die Kirche.
In den Jahren 2009 bis 2011 haben mehrere grosse Murgangereignisse im Spreitgraben eine beträchtliche Geschiebefracht mobilisiert und in die Aare verfrachtet.

## Politik
Gemeindepräsident ist Werner Schläppi (Stand 2025). Guttannen ist eine Einwohnergemeinde ohne Burgergemeinde. Daneben existiert eine evangelisch-reformierte Kirchgemeinde. In Guttannen gibt es zwei Bäuertgemeinden (Boden und Guttannen).

## Bevölkerung
| Bevölkerungsentwicklung | Bevölkerungsentwicklung | Bevölkerungsentwicklung | Bevölkerungsentwicklung | Bevölkerungsentwicklung | Bevölkerungsentwicklung | Bevölkerungsentwicklung | Bevölkerungsentwicklung | Bevölkerungsentwicklung | Bevölkerungsentwicklung | Bevölkerungsentwicklung | Bevölkerungsentwicklung | Bevölkerungsentwicklung | Bevölkerungsentwicklung |
| ----------------------- | ----------------------- | ----------------------- | ----------------------- | ----------------------- | ----------------------- | ----------------------- | ----------------------- | ----------------------- | ----------------------- | ----------------------- | ----------------------- | ----------------------- | ----------------------- |
| Jahr                    | 1764                    | 1850                    | 1880                    | 1900                    | 1930                    | 1950                    | 1960                    | 1970                    | 1980                    | 1990                    | 2000                    | 2010                    | 2023                    |
| Einwohner               | 288                     | 503                     | 463                     | 345                     | 391                     | 557                     | 430                     | 394                     | 384                     | 374                     | 328                     | 310                     | 247                     |

1950: Kraftwerkbau

## Schule

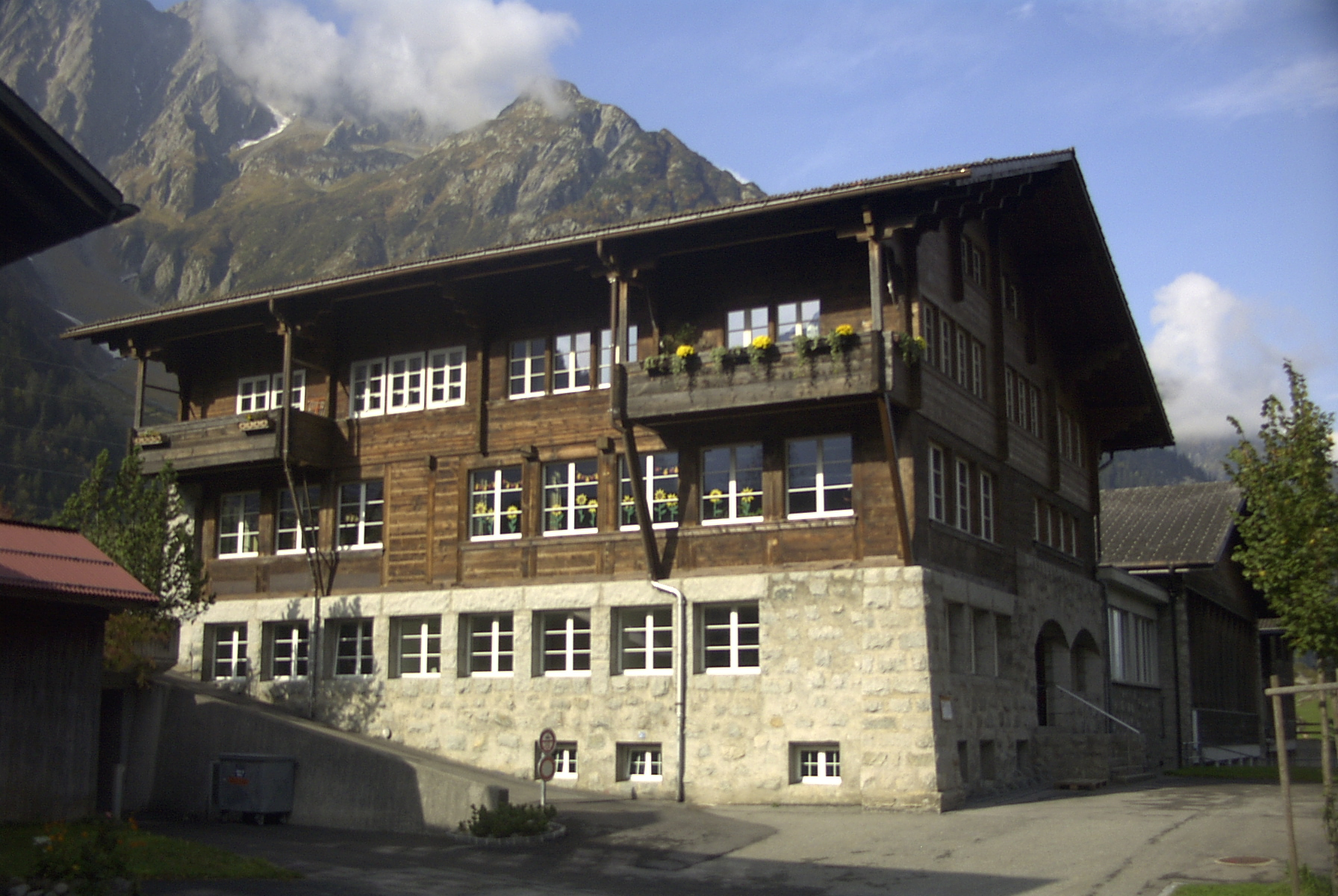
Schule Guttannen

An der Schule Guttannen werden in der 1.–6. Klasse (Gesamtschule) rund 10 Kinder unterrichtet. Zwischen August 2007 und Juni 2012 bestand ein Tagesschulangebot. 1971 wurde die Schule in Boden, einem Weiler 3 km unterhalb Guttannens, aufgehoben; das im Jahr 1956 gebaute Schulhaus dient heute dem Kindergarten.
In Zusammenarbeit mit der Pädagogischen Hochschule Bern führte die Schule Guttannen ab 2010 während mehrerer Jahre als eine der ersten Primarschulen der Schweiz ein 1:1-Computing-Projekt mit Netbooks und später Tablets durch.

## Fotogalerie

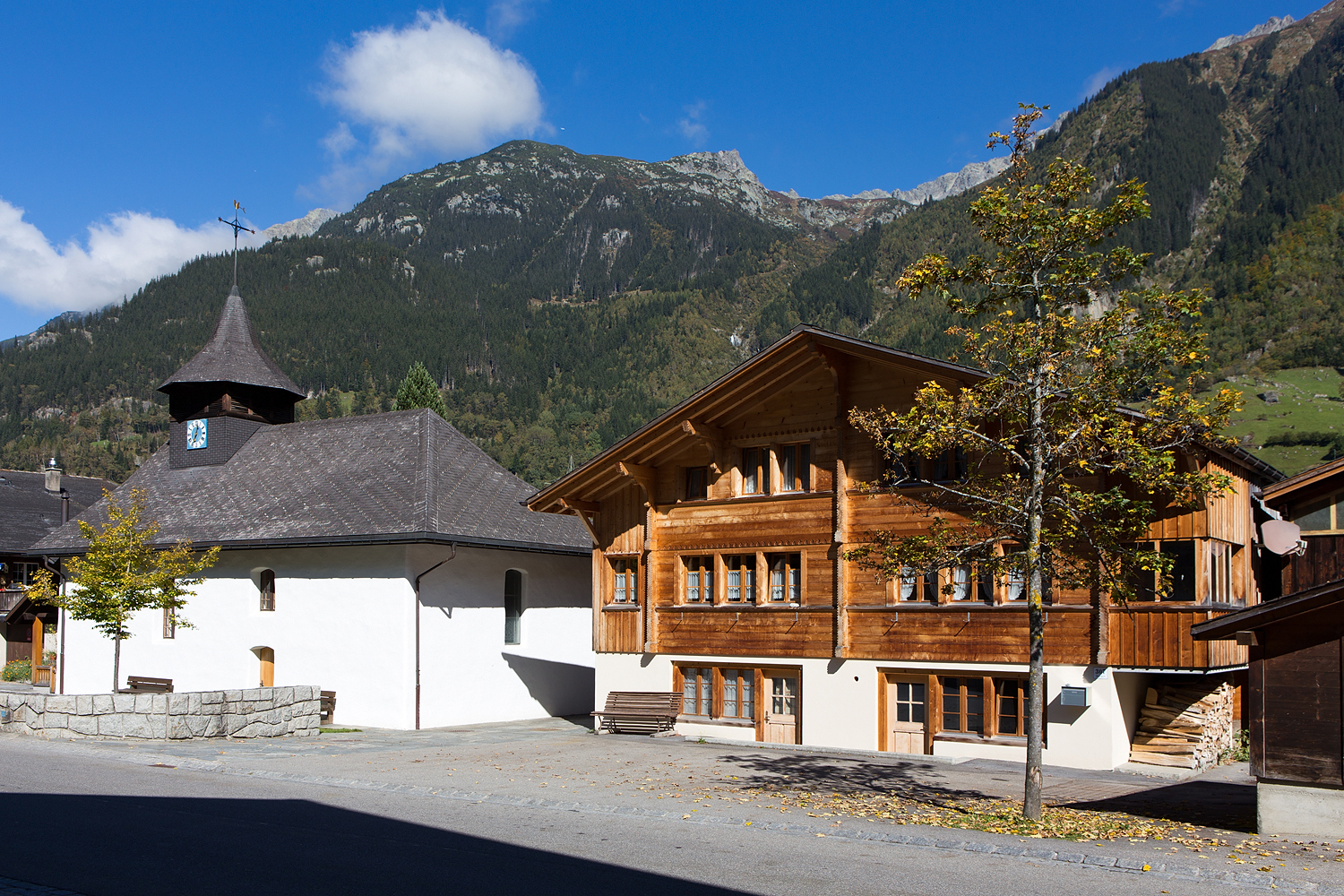
Kirche
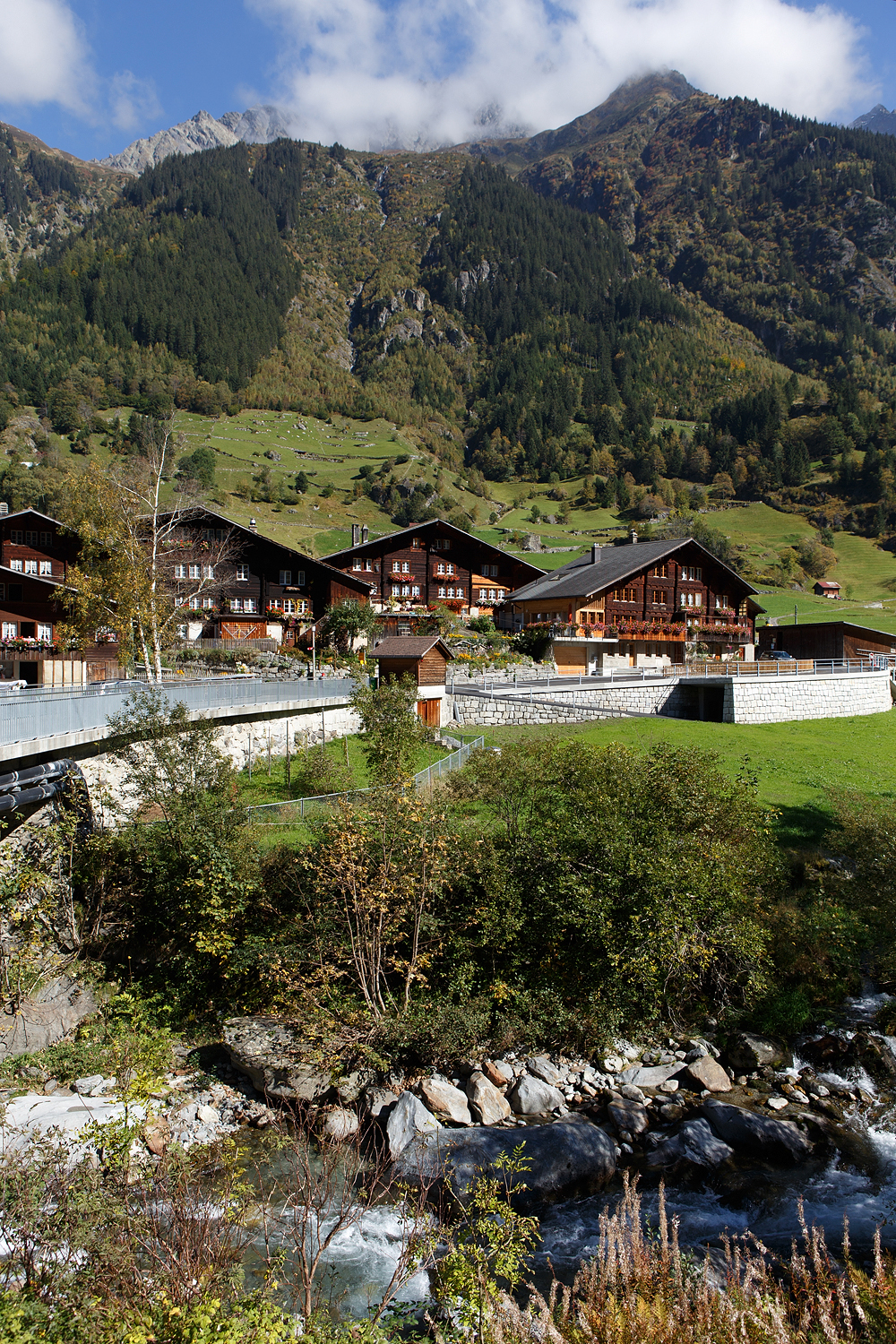
Dorfteil Oberdorf
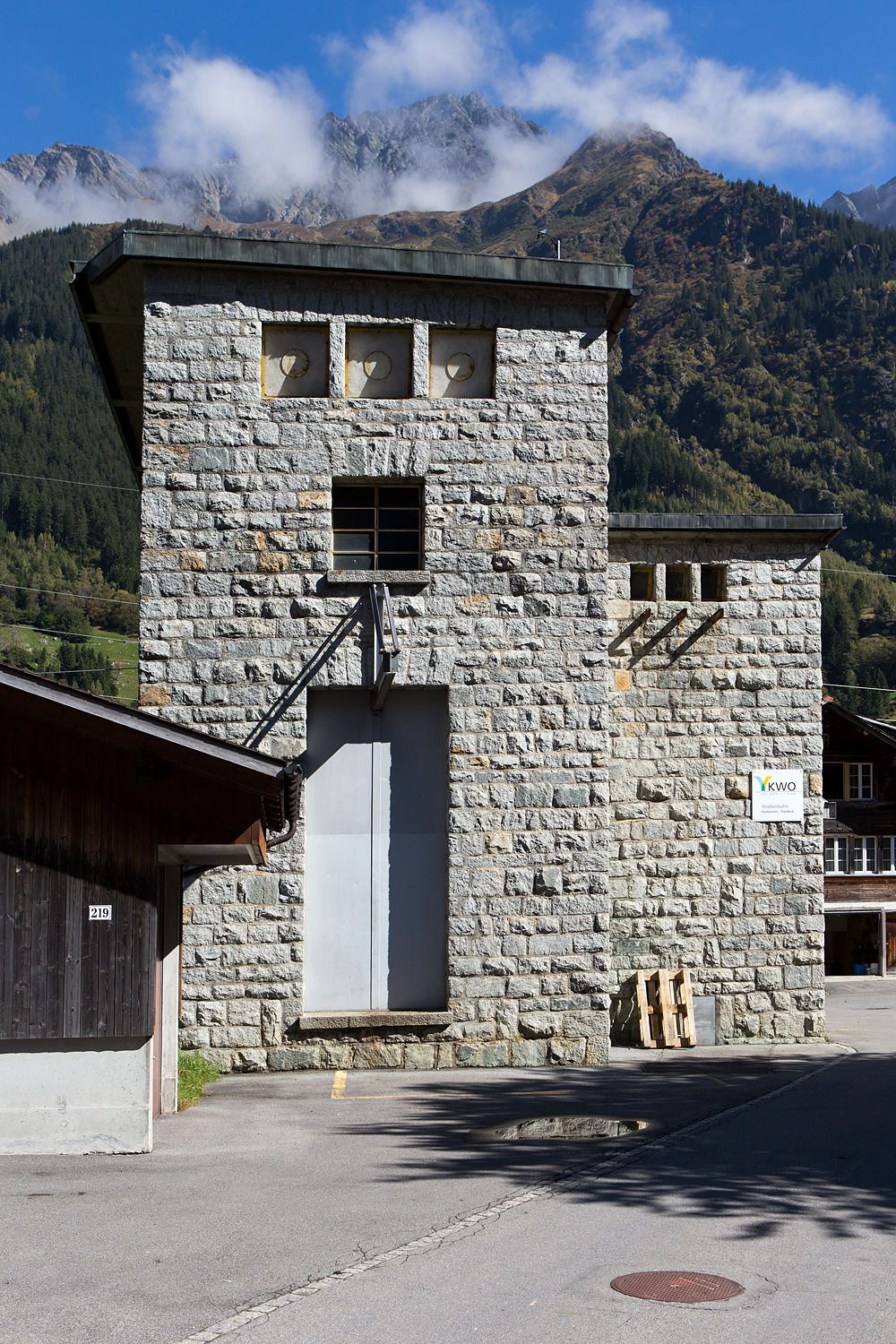
Stollenbahn Guttannen-Handeck
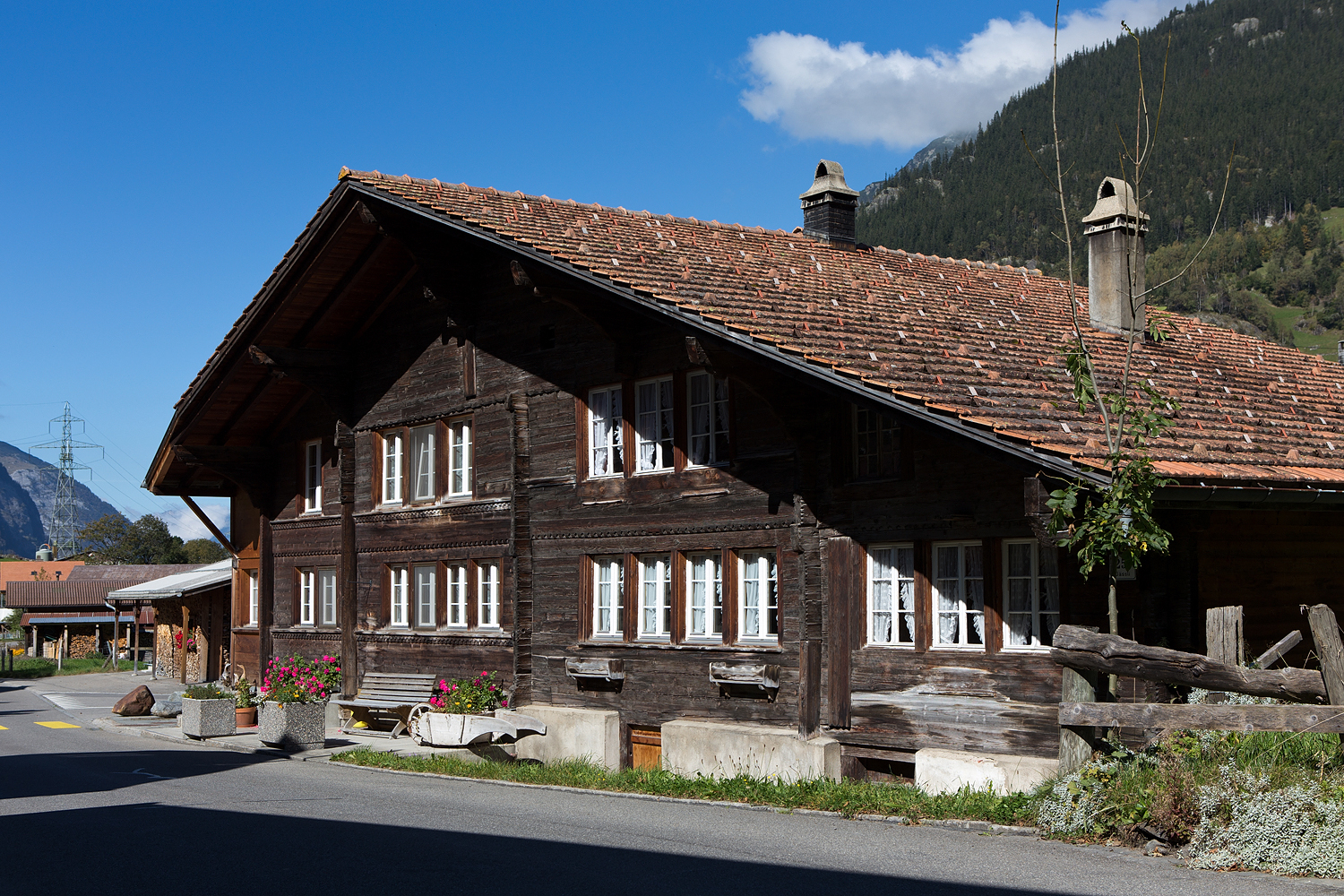
Bauernhaus
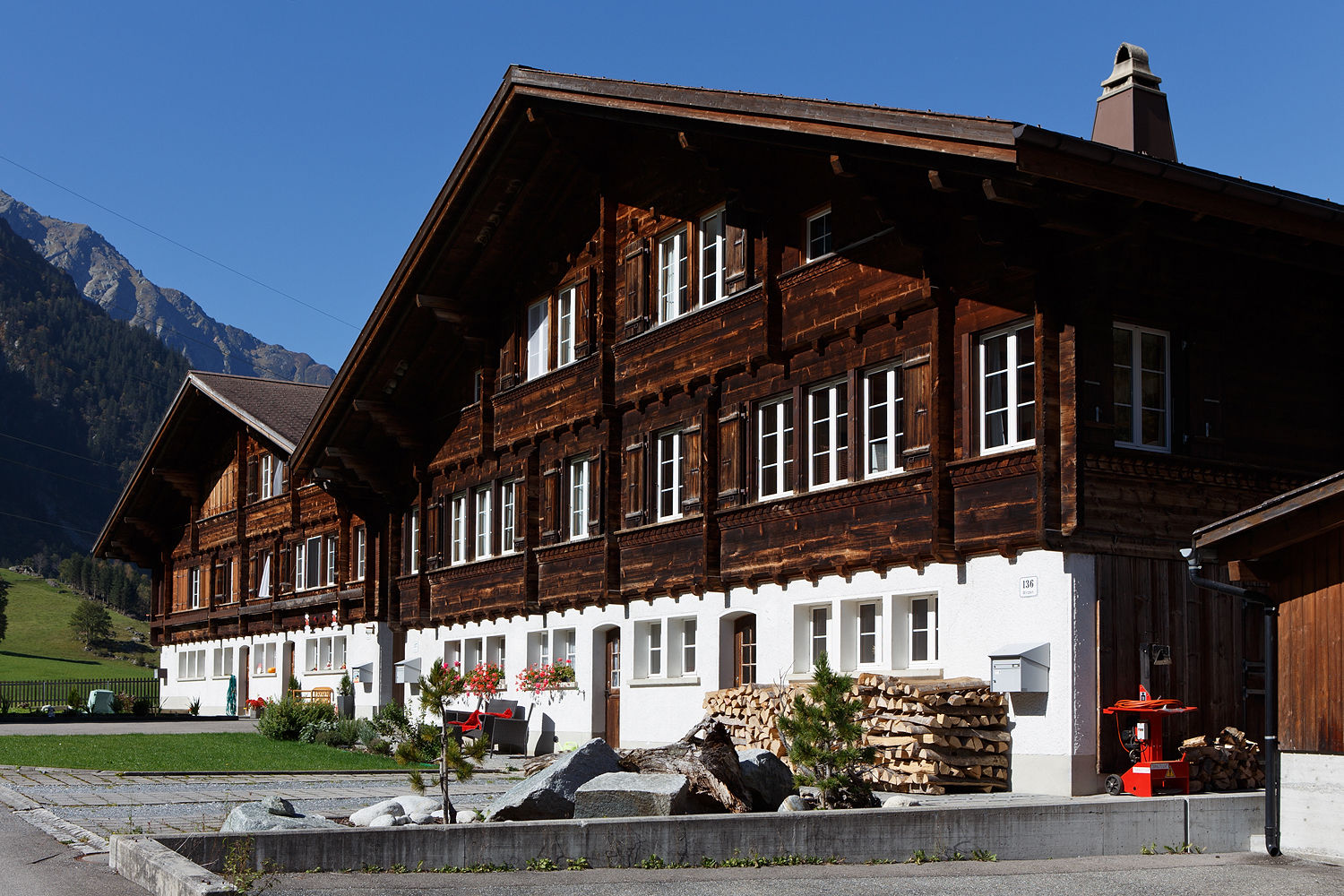
Bauernhäuser
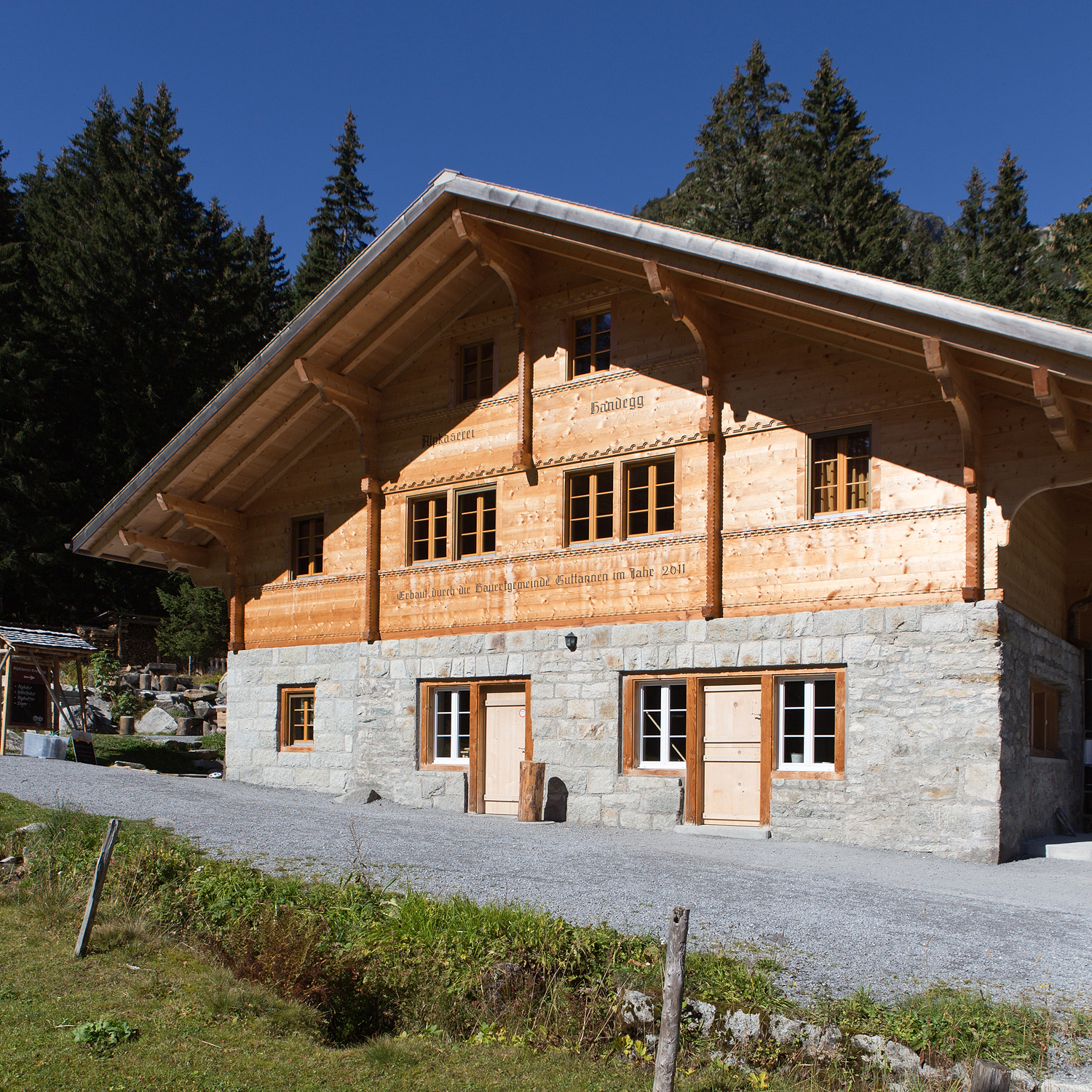
Alpkäserei Handeck
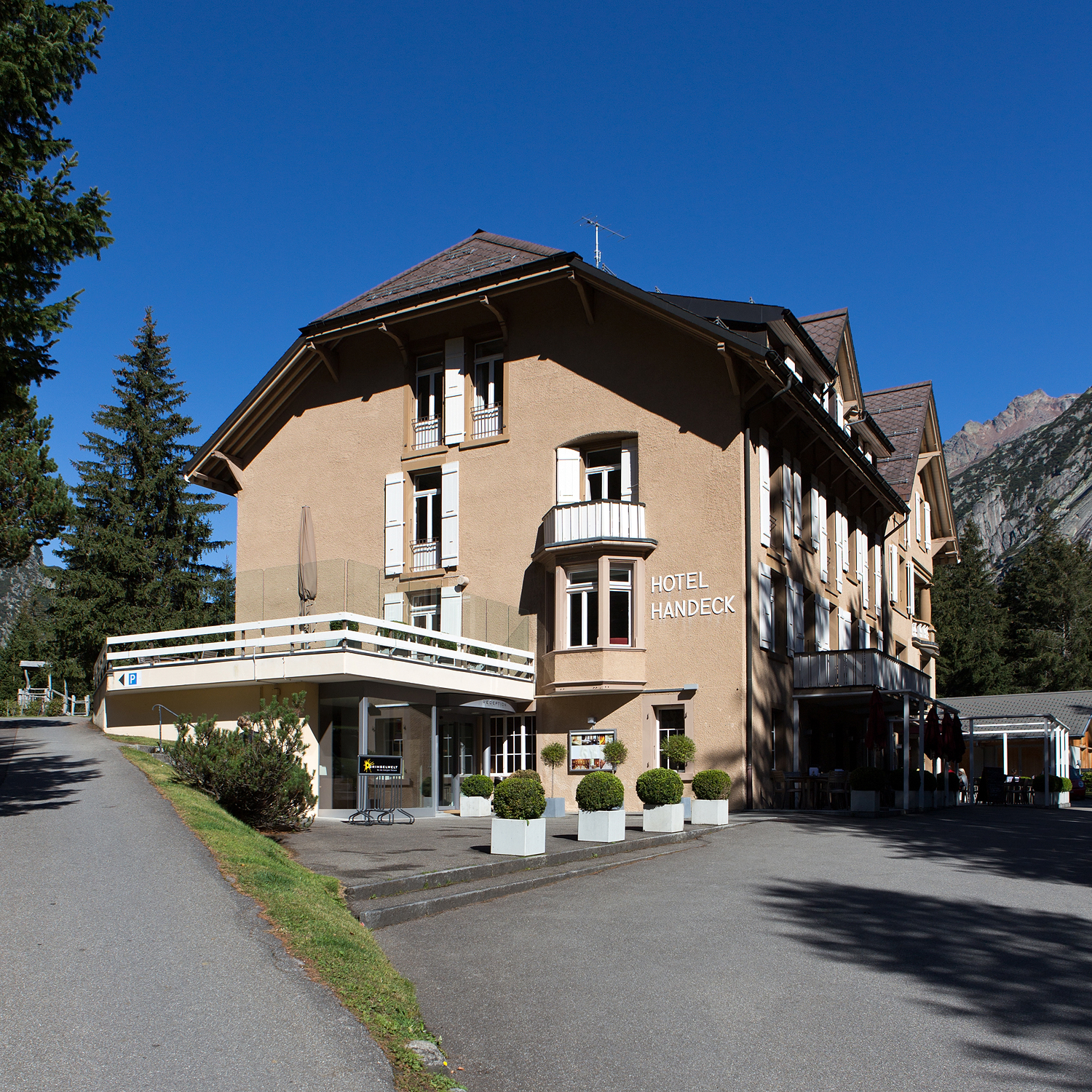
Hotel Handeck
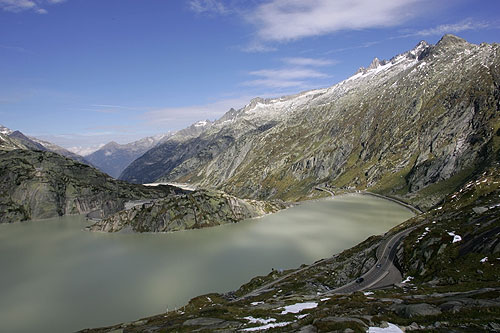
Grimselsee
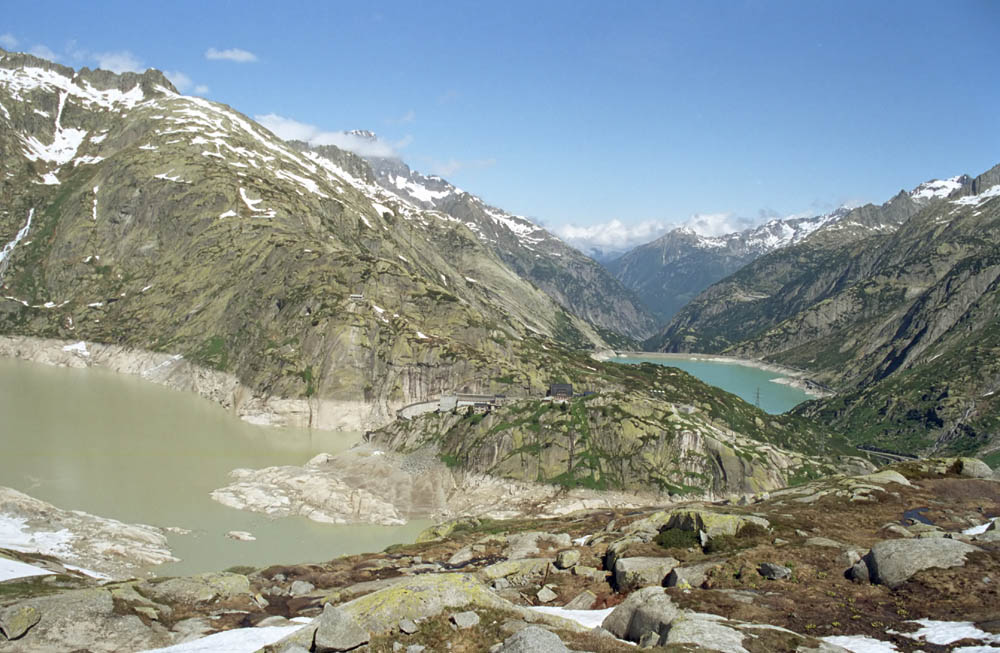
Blick von der Passhöhe auf Grimselsee, Grimselhospiz und Räterichsbodensee

## Sonstiges
Der Missionar Oskar Rose in Friedrich Dürrenmatts Stück Die Physiker, der auf dem Weg zu einer Missionsstation auf den Marianen im Stillen Ozean ist, war vorher Pfarrer in Guttannen.

## Persönlichkeiten
- Eduard Langhans (1832–1891), evangelischer Geistlicher und Hochschullehrer